# Слалом
Слалом се односи на такво спортско такмичење у којем учесници у жељи да најбрже прођу задану стазу, пролазе означени пут између ознака познатијим под називом врата. Ако не прођу задану стазу на прописан начин, тада бивају дисквалификовани, односно њиховом времену проласка стазе, прибраја се додатно време као казна. 
Реч слалом је изведена из норвешког slalåm: sla означава стрму низбрдицу, а låm означава траг у снегу (што би значило да је први пут употребљена реч слалом на скијашким такмичењима). Најчешће се слалом односи на скијање, кајак и кану на дивљим водама, скијање на води, итд.

## Слалом у алпском скијању
Слалом заједно са велеслаломом спада у техничке дисциплине алпског скијања, за разлику од брзих дисциплина у које спадају супервелеслалом и спуст. Реч је о најспоријој али технички врло захтевној дисциплини.
Према тренутно важећим правилима, такмичење у слалому се одвијају у две вожње, од којих свака траје отприлике 50-60 секунди, зависно од стазе, конфигурацији терена, временским приликама и вештини скијаша. Према важећим стандардима стаза је у слалому означена вратима. Врата се састоје од два штапа означена заставицама у боји, наизменично црвеном и плавом бојом. Скијаш је исправно прошао врата уколико су с праве стране заставице (односно између две заставице које формирају врата) прошла оба врха скија и обе ноге скијаша.
Међународна скијашка федерација детаљно прописује све параметре стазе, те је тако у слалому прописан распон висинске разлике од старта до циља (140-220 метара), ширина појединих врата (4-6 метара), размак између двају суседних врата (0,75-15 метара), укупан број врата на стази (55-75), број такмичара који се квалификује за другу вожњу (30 најбржих из прве вожње) те бројни други детаљи. Све наведене мере се односе на мушки слалом, а постоје и правила за женски слалом, такмичења млађих добних категорија и сл.

## Историја
Термин слалом потиче од моргедал/селјордског дијалекта норвешке речи „slalåm”: „sla”, што значи „благо нагнута падина” и „låm”, што значи „стаза после скија”. Проналазачи модерног скијања класификовали су своје стазе према тежини. Слалам је била стаза коју су у Телемарку користили дечаци и девојчице који још нису могли да се опробају на изазовнијим стазама. Уфсилам је била стаза са једном препреком (уфсе) попут скока, ограде, тешког скретања, клисуре, литице (често више од 10 m (33 ft) и више). Увирдслам је била стаза са неколико препрека. Норвешко војно такмичење у спусту 1767. укључивало је трку низбрдо међу дрвећем „без пада или ломљења скија“. Сондре Норхајм и други скијаши из Телемарка вежбали су увирдслам или „неучтив/безобзирни спуст“ где су трчали низбрдо на тешком и непровереном терену (тј. ван стазе). „Скијашка трка“ у Ослу 1866. била је комбиновано такмичење у кросу, скоковима и слалому. Учесницима слалома је било дозвољено да користе штапове за кочење и управљање, а добили су бодове за стил (одговарајуће држање скијаша). Током касних 1800-их, норвешки скијаши су учествовали у свим гранама (скакање, слалом и крос-кантри) често са истим паром скија. Слалом и варијанте слалома често су се називали брдским тркама. Око 1900 брдских трка је напуштена на шампионату у Ослу у Хусебију и Холменколену. Развој везивања Лилиенфилд од стране Матијаса Здарског је помогао да се брдске трке промене у специјалитет региона Алпа.
Правила за модерни слалом развио је Арнолд Лун 1922. за Британско национално скијашко првенство, а усвојена су за алпско скијање на Зимским олимпијским играма 1936. године. Према овим правилима, капије су биле означене паровима заставица, а не појединачним, биле су распоређене тако да су тркачи морали да користе различите дужине окрета да би пролазили кроз њих, а бодовање се заснивало само на времену, а не на времену и стилу.

## Курс
Стаза се конструише постављањем низа капија, формираних наизменичним паровима црвених и плавих стубова. Скијаш мора проћи између два штапа који формирају капију, са врховима обе скије и скијашким стопалима који пролазе између штапова. Стаза има 55 до 75 капија за мушкарце и 40 до 60 за жене. Вертикални пад за мушку стазу је 180 до 220 m (591 до 722 стопе) и нешто мањи за жене. Капије су распоређене у различитим конфигурацијама да представљају изазове за такмичаре.
Пошто су одступања у слалому релативно мала, скијаши заузимају прилично директну линију и често обарају мотке док пролазе, што је познато као блокирање. (Главна техника блокирања у модерном слалому је унакрсно блокирање, у којем скијаш заузима тако чврсту линију и углове тако снажно да може да блокира капију спољном руком.) Тркачи користе разноврсну заштитну опрему, укључујући јастучиће за потколеницу, штитнике за руке, шлемове и штитнике за лице.

## Пролаз кроз капије
Традиционално, за капије су коришћени бамбусови штапови, чија је крутост приморавала скијаше да маневришу целим телом око сваке капије. Почетком 1980-их, крути стубови су замењени стубовима од тврде пластике, са шаркама у основи. Преклопне капије захтевају, према правилима ФИС-а, само да скије и ципеле скијаша иду око сваке капије.
Нове капије омогућавају директнији пут низ стазу слалома кроз процес унакрсног блокирања или заблиставања капија. Унакрсно блокирање је техника у којој ноге обилазе капију са горњим делом тела нагнутим према, или чак попреко, капије; у овом случају тркачева спољна мотка и штитници потколенице ударију у капију, обарајући је и склањајући је са пута. Унакрсно блокирање се врши гурањем капије надоле рукама, шакама или потколеницама. До 1989. већина врхунских техничких скијаша на свету је усвојила технику унакрсног блока.

## Опрема
Са иновацијом обликованих скија на прелазу у 21. век, опрема која се користи за слалом на међународним такмичењима драстично се променила. Скијаши Светског купа су обично скијали на слаломским скијама дужинe од 203—207 cm (79,9—81,5 in) 1980-их и 1990-их, али до Зимских олимпијских игара 2002. у Солт Лејк Ситију, већина такмичара је користила скије димензија 160 cm (63,0 in) или мање.
Лоша страна краћих скија је то што су спортисти открили да су опоравци тежи са мањом платформом под ногама. Из бриге за безбедност спортиста, FIS је почео да поставља минималне дужине скијања за међународна такмичења у слалому. Минимум је првобитно постављен на 155 cm (61,0 in) за мушкарце и 150 cm (59,1 in) за жене, али је повећан на 165 cm (65,0 in) за мушкарце и 155 cm (61,0 in) за жене за сезону 2003–2004.
Минимум и максимум опреме коју је наметнула Међународна скијашка федерација (FIS) изазвали су реакцију скијаша, добављача и навијача. Главна замерка је да савез уназађује опрему, а самим тим и спорт, за две деценије.